# Jingle Balls
«Jingle Balls» es una canción de la banda de nu metal Korn, grabada durante la sesión de grabación del tercer álbum, Follow the Leader. Fue lanzada en Australia como sampler exclusivo, junto a la canción «Wake Up» en 1999.

## Música y estructura
La canción es una versión death metal de la famosa canción navideña «Jingle Bells», que fue incluida en el extended play All Mixed Up. En internet fue conocida como «la versión death metal de Jingle Bells». Una versión ligeramente diferente y más corta con gaitas se tocó en vivo en el concierto de la estación de radio californiana KROQ Almost Acoustic Christmas el 11 de diciembre de 1998.
El guitarrista Brian «Head» Welch es quien canta la canción. Es la segunda vez en toda la discografía de Korn que «Head» es el vocalista principal en una canción, la primera vez había sido en el cover de la canción «Low Rider» de la banda War, que forma parte del álbum Life is Peachy.

## Recepción
En la reseña de All Mixed Up, Jason Birchmeier de Allmusic calificó la canción como «una novedad única, y no una con un atractivo duradero».

## Lista de canciones
| Sencillo CD (Australia) |                |          |  |
| N.º                     | Título         | Duración |  |
| 1.                      | «Jingle Balls» | 3:28     |  |
| 2.                      | «Wake Up»      | 4:09     |  |
| 3.                      | «Lift»         | 3:46     |  |
| 4.                      | «Sick»         | 3:09     |  |